# Viitasaari
Viitasaari [ˈviːtɑˌsɑːri] ist eine Stadt mit 5951 Einwohnern (Stand 31. Dezember 2022) in Mittelfinnland.
Sie besteht als eigenständiges Kirchspiel seit 1635, als politische Gemeinde in ihrer heutigen Form seit 1868. Seit 1996 besitzt Viitasaari das Stadtrecht. Sie umfasst neben dem Kirchdorf Viitasaari die Orte Haapaniemi, Haarala, Huopana, Ilmolahti, Jurvansalo, Keihärinkoski, Keitelepohja, Kolima, Kotvala(-Valkeisjärvi), Kumpumäki, Kymönkoski, Löytänä, Muikunlahti, Mäntylä, Niinilahti, Pasala - Viitakangas, Soliskylä, Suovanlahti(-Haarala), Taimoniemi, Vuoskoski und Vuorilahti. Der Hauptort Viitasaari liegt am Ufer des Sees Keitele, der über einen Kanal zum Päijänne an die Schiffswege der Finnischen Seenplatte angeschlossen ist.
Rund 1000 Quadratkilometer des 1589 Quadratkilometer großen Stadtgebiets sind bewaldet, weitere 340 Quadratkilometer werden von hunderten von Seen eingenommen; die Gesamtuferlänge der Seen ist über 900 Kilometer lang. Die landwirtschaftlich genutzte Fläche beträgt nur 5545 Hektar. Entsprechend zählen Forstwirtschaft und die holzverarbeitende Industrie zu den bedeutendsten Wirtschaftszweigen. Nach der Gemeindeverwaltung selbst ist mit 180 Beschäftigten die Firma Viitapuu größter Arbeitgeber vor Ort; sie ist einer der größten Haustürhersteller Europas. Es folgen der Hausarmaturenhersteller Pisla und das Sägewerk Er-saha. Auch der Tourismus ist von großer Bedeutung; im Gemeindegebiet gibt es mehr als 1600 Mökkis. Von touristischem Interesse sind auch das jährlich stattfindende Musikfestival Musiikin aika und das seit 2004 stattfindende Metal-Festival Heavy Metal Meeting.
Viita ist der Geburtsort von Henrik Gabriel Porthan, dem „Vater der finnischen Geschichtsschreibung.“ An der Stelle seines Geburtshauses nahe dem heutigen Stadtzentrum erinnert an ihn ein Gedenkstein. Die heutige Pfarrkirche wurde 1849 erbaut und 1925 unter Leitung von Alvar Aalto umgestaltet und renoviert. Seit 1989 besteht in Viitasaari auch eine neobyzantinische Tsasouna, ein Gebetshaus für die rund 140 Köpfe zählende russisch-orthodoxe Gemeinde, die sich aus Flüchtlingen aus Ostkarelien und deren Nachkommen zusammensetzt.
Viitasaari unterhält Städtepartnerschaften zu den Orten Sør-Odal in Norwegen, zu Nõo (deutsch Nüggen) in Estland, zu Staffanstorp und Storuman in Schweden sowie zur Gemeinde Schlangen in Nordrhein-Westfalen. Seit 1987 gibt es eine Kirchgemeindepartnerschaft mit dem thüringischen Nohra. Im Jahre 2010 wurde diese Partnerschaft mit einem kommunalen Partnerschaftsvertrag ergänzt.

## Politik
Die beiden größten finnischen Parteien, die Sozialdemokraten und die Zentrumspartei, lagen bei der Kommunalwahl 2008 etwa gleichauf und stellen jeweils elf von 27 Sitzen im Stadtrat, der höchsten Entscheidungsinstanz bei lokalen Angelegenheiten, gefolgt von der Nationalen Sammlungspartei mit drei Sitzen. Jeweils ein Mandat konnten das Linksbündnis und die Christdemokraten erringen.
| Partei                    | Wahlergebnis 2008 | Sitze |
| ------------------------- | ----------------- | ----- |
| Sozialdemokraten          | 38,1 %            | 11    |
| Zentrumspartei            | 36,1 %            | 11    |
| Nationale Sammlungspartei | 11,8 %            | 3     |
| Christdemokraten          | 6,4 %             | 1     |
| Linksbündnis              | 4,1 %             | 1     |

## Persönlichkeiten
- Henrik Gabriel Porthan (1739–1804), Philosoph, Linguist und Historiker
- Jari Laukkanen (1962–2019), Skilangläufer
- Tuomas Grönman (* 1974), Eishockeyspieler
- Matti Närhi (* 1975), Leichtathlet